# 小妖的金色城堡 (网络剧)
《小妖的金色城堡》（英語：The Elfin's Golden Castle），2018年中国偶像剧。本剧改编自饶雪漫《小妖的金色城堡》同名小说，由米咪、周兴哲领衔主演，爱奇艺于2018年11月8日首播。

## 播出时间
| 频道                | 所在地          | 播映日期      | 播出时间 | 备注 |
| ------------------- | --------------- | ------------- | -------- | ---- |
| 爱奇艺 愛奇藝台灣站 | 中国大陆 · 臺灣 | 2018年11月8日 |          |      |

## 演员列表

### 主要演员
| 演員   | 角色   | 介紹 |
| 米咪   | 林七七 | 被懷疑患有抑鬱症的叛逆女孩，生活在孤獨裡的孩子，看似古靈精怪，實則渴望用叛逆的行為來得到關愛，卻又倔強的隱藏著自己的寂寞，不敢向任何人表露自己的感情。 |
| 周兴哲 | 林南一 | 樂隊吉他手兼主唱，與七七展開一段相互取暖的感情。 |

### 其他演员
| 演員   | 角色       | 介紹 |
| 连凯   | 林涣之     | 林七七的養父 |
| 杨小兰 | 暴暴蓝     | 林七七的朋友，外冷內熱富有個性的文藝女青年，是一名戲劇影視學院畢業的編劇，夢想拍攝一部特別的電影。並與主人公“妖精七七”，優諾上演三個性格迥異的女生在青春路和情感路上的坎坷的曲折。另外，與同校已經畢業的師哥塗鴉戀愛，努力幫男友完成夢想，不惜犧牲一切。 |
| 李嘉雯 | 优诺       | 林七七的朋友，優雅、陽光，是宛如天使般存在的治愈系女神，然而，在完美外表的背後卻有著不為人知且令人心疼的傷痛過去。 |
| 张诚航 | 涂鸦       | 導演，喜歡暴暴藍。 |
| 魏天浩 | 怪兽       | 樂隊成員，一個有著音樂理想的大男生，和志同道合的朋友一起成立樂隊並擔任鼓手，在十二夜酒吧共同走過了美好的青春。與此同時，為了將樂隊運營下去，他承擔起責任，獨立經營酒吧，雖然過程有些艱辛，但他仍堅持不懈，在一幫好友的互相幫助下，朝著音樂夢想邁進。     |
| 张开泰 | 张沐尔     | 樂隊成員，和志同道合的朋友一起成立樂隊並擔任貝斯手 |
| 劉超   | 麥子       | |
| 陳孝良 | 陶課       | |
| 王一寧 | 安平       | 安主管、安總，優諾的公司同事 |
| 蘇綉   | 伍媽       | |
| 侯柏男 | 圖圖經紀人 | |
| 劉惠儀 | 暴暴藍奶奶 | |
| 尹大珍 | 暴暴藍姑媽 | |
| 張虎   | 暴暴藍父親 | |
| 黎真承 | 優諾父親   | |
| 余佳淼 | 清妹       | |
| 薔薇   | 小芸       | 優諾的公司同事 |
| 劉湘   | 西西       | |
| 孔斐   | 肖釩長     | |
| 曹宇宙 | 孤兒院院長 | |
| 徐若溪 | 芊芊       | 孤兒院的小孩，喜歡畫畫 |
| 陳禹彤 | 12歲男同學 | 七七的同學 |
| 林開心 | 林七七     | 12歲的七七 |
| 齊心   | 林七七     | 5歲的七七 |
|        | 蘇誠       | 喜歡優諾 |

### 特邀出演
| 演員   | 角色 | 介紹 |
| 杨菲洋 | 图图 |      |
| 王青   | 蘇誠 |      |

## 網絡劇歌曲
| 曲序 | 曲目                               |                            | 作曲       | 演唱       |
| ---- | ---------------------------------- | -------------------------- | ---------- | ---------- |
| 1.   | 《永不失聯的愛》（主題曲、片头曲） | 饒雪漫                     | Eric周興哲 | Eric周興哲 |
| 2.   | 《我在未來等你》（片尾曲）         | 小柯                       | 小柯       | 齊秦&米咪  |
| 3.   | 《我愛過你》（插曲）               | 饒雪漫                     | Eric周興哲 | Eric周興哲 |
| 4.   | 《學著愛》（插曲）                 | Eric周興哲/吳易緯          | Eric周興哲 | Eric周興哲 |
| 5.   | 《以後別做朋友》（插曲）           | 吳易緯                     | Eric周興哲 | Eric周興哲 |
| 6.   | 《你，好不好？》（插曲）           | 吳易緯@植光土壤/Eric周興哲 | Eric周興哲 | Eric周興哲 |
| 7.   | 《愛情教會我們的事》（插曲）       | 吳易緯@植光土壤/Eric周興哲 | Eric周興哲 | Eric周興哲 |
| 8.   | 《會飛的想念》（插曲）             | 葛大為                     | Eric周興哲 | Eric周興哲 |